# Harpagoxenus zaisanicus
Harpagoxenus zaisanicus – gatunek mrówki z podrodziny Myrmicinae.
Gatunek ten został opisany w 1963 roku przez Bohdana Pisarskiego.
Mrówka ta prowadzi skryty tryb życia jako pasożyt gniazdowy. Zamieszkuje suche, stepowe siedliska. Notowana dotąd wyłącznie z Mongolii, w związku z czym uznawana za endemiczną dla tego kraju. Niewykluczone jest jednak odkrycie jej na Syberii, wschodnim Kazachstanie lub północnych Chinach. W Mongolii znana ze środkowej, zachodniej i północno-zachodniej części kraju. Podawana z trzech regionów fitogeograficznych: Chenteju, Changaju i dżungarskiej części Gobi.
Gatunek ten umieszczony został w Czerwonej księdze gatunków zagrożonych IUCN ze statusem narażonego na wyginięcie (VU).